# ويلمستاد (كوراساو)
ويلمستاد (بالهولندية: Willemstad) هي عاصمة جزر الأنتيل الهولندية وتقع على جزيرة كوراساو. تم تأسيس المدينة في 1634 على يد الهولنديين. كانت سابقا عاصمة جزر الأنتيل الهولندية قبل حل هذه الدولة في عام 2010، ويقدر عدد سكانها بنحو 150,000 نسمة. ويلمستاد هي موطن كنيس كوراساو، أقدم كنيس يهودي باقي إلى الآن في الأمريكتين. يتكون المركز التاريخي للمدينة من أربعة أحياء: بوندا وأوتروباندا، ويفصلهما خليج سينت آنا، وهو مدخل مائي يؤدي إلى ميناء طبيعي كبير يسمى شوتغات، فضلا عن أحياء شارلو وبيترماي سمال، التي يفصلها عن بعضها ميناء وايغات الأصغر حجما. وقد تم تعيين وسط المدينة، بهندسته المعمارية الفريدة ومينائه، كأحد مواقع التراث العالمي لليونسكو.

## المناخ
يظهر الجدول التالي التغييرات المناخية على مدار السنة لويلمستاد:
| البيانات المناخية لـويلمستاد              | البيانات المناخية لـويلمستاد | البيانات المناخية لـويلمستاد | البيانات المناخية لـويلمستاد | البيانات المناخية لـويلمستاد | البيانات المناخية لـويلمستاد | البيانات المناخية لـويلمستاد | البيانات المناخية لـويلمستاد | البيانات المناخية لـويلمستاد | البيانات المناخية لـويلمستاد | البيانات المناخية لـويلمستاد | البيانات المناخية لـويلمستاد | البيانات المناخية لـويلمستاد | البيانات المناخية لـويلمستاد |
| الشهر                                     | يناير                        | فبراير                       | مارس                         | أبريل                        | مايو                         | يونيو                        | يوليو                        | أغسطس                        | سبتمبر                       | أكتوبر                       | نوفمبر                       | ديسمبر                       | المعدل السنوي                |
| ----------------------------------------- | ---------------------------- | ---------------------------- | ---------------------------- | ---------------------------- | ---------------------------- | ---------------------------- | ---------------------------- | ---------------------------- | ---------------------------- | ---------------------------- | ---------------------------- | ---------------------------- | ---------------------------- |
| الدرجة القصوى °م (°ف)                     | 33.3 (91.9)                  | 33.2 (91.8)                  | 33.0 (91.4)                  | 34.7 (94.5)                  | 36.0 (96.8)                  | 37.5 (99.5)                  | 35.0 (95.0)                  | 37.4 (99.3)                  | 38.3 (100.9)                 | 36.0 (96.8)                  | 35.6 (96.1)                  | 33.3 (91.9)                  | 38.3 (100.9)                 |
| متوسط درجة الحرارة الكبرى °م (°ف)         | 29.9 (85.8)                  | 30.1 (86.2)                  | 30.7 (87.3)                  | 31.4 (88.5)                  | 32.0 (89.6)                  | 32.1 (89.8)                  | 32.1 (89.8)                  | 32.7 (90.9)                  | 32.8 (91.0)                  | 32.1 (89.8)                  | 31.1 (88.0)                  | 30.3 (86.5)                  | 31.4 (88.5)                  |
| المتوسط اليومي °م (°ف)                    | 26.6 (79.9)                  | 26.7 (80.1)                  | 27.2 (81.0)                  | 27.8 (82.0)                  | 28.4 (83.1)                  | 28.6 (83.5)                  | 28.5 (83.3)                  | 28.9 (84.0)                  | 29.1 (84.4)                  | 28.6 (83.5)                  | 28.0 (82.4)                  | 27.2 (81.0)                  | 28.0 (82.4)                  |
| متوسط درجة الحرارة الصغرى °م (°ف)         | 24.4 (75.9)                  | 24.5 (76.1)                  | 24.9 (76.8)                  | 25.6 (78.1)                  | 26.3 (79.3)                  | 26.5 (79.7)                  | 26.1 (79.0)                  | 26.5 (79.7)                  | 26.6 (79.9)                  | 26.2 (79.2)                  | 25.6 (78.1)                  | 24.9 (76.8)                  | 25.7 (78.3)                  |
| أدنى درجة حرارة °م (°ف)                   | 21.5 (70.7)                  | 20.6 (69.1)                  | 21.3 (70.3)                  | 22.0 (71.6)                  | 21.6 (70.9)                  | 22.4 (72.3)                  | 22.3 (72.1)                  | 21.3 (70.3)                  | 21.7 (71.1)                  | 21.9 (71.4)                  | 22.0 (71.6)                  | 21.6 (70.9)                  | 20.6 (69.1)                  |
| معدل هطول الأمطار مم (إنش)                | 46.0 (1.81)                  | 28.8 (1.13)                  | 14.1 (0.56)                  | 19.4 (0.76)                  | 21.3 (0.84)                  | 22.4 (0.88)                  | 41.3 (1.63)                  | 39.7 (1.56)                  | 49.1 (1.93)                  | 102.0 (4.02)                 | 122.4 (4.82)                 | 95.5 (3.76)                  | 602.0 (23.70)                |
| متوسط الأيام الممطرة (≥ 1.0 mm)           | 8.5                          | 5.5                          | 2.5                          | 2.4                          | 2.2                          | 3.3                          | 6.3                          | 4.6                          | 4.7                          | 8.1                          | 10.9                         | 11.4                         | 70.4                         |
| متوسط الرطوبة النسبية (%)                 | 78.5                         | 78.2                         | 77.3                         | 78.2                         | 77.9                         | 77.5                         | 78.1                         | 77.8                         | 78.1                         | 79.6                         | 80.6                         | 79.5                         | 78.4                         |
| ساعات سطوع الشمس الشهرية                  | 264.7                        | 249.6                        | 271.8                        | 249.4                        | 266.3                        | 266.7                        | 290.4                        | 302.5                        | 261.7                        | 247.8                        | 234.7                        | 247.1                        | 3٬152٫7                      |
| نسبة وصول أشعة الشمس                      | 73.8                         | 75.2                         | 72.8                         | 67.0                         | 67.9                         | 70.8                         | 73.3                         | 78.2                         | 71.6                         | 67.4                         | 67.6                         | 69.8                         | 71.3                         |
| المصدر: Meteorological Department Curaçao |                              |                              |                              |                              |                              |                              |                              |                              |                              |                              |                              |                              |                              |

## توأمة
لويلمستاد اتفاقيات توأمة مع:
- أمستردام

## أعلام
- كوينتن مارتينوس

## معرض صور

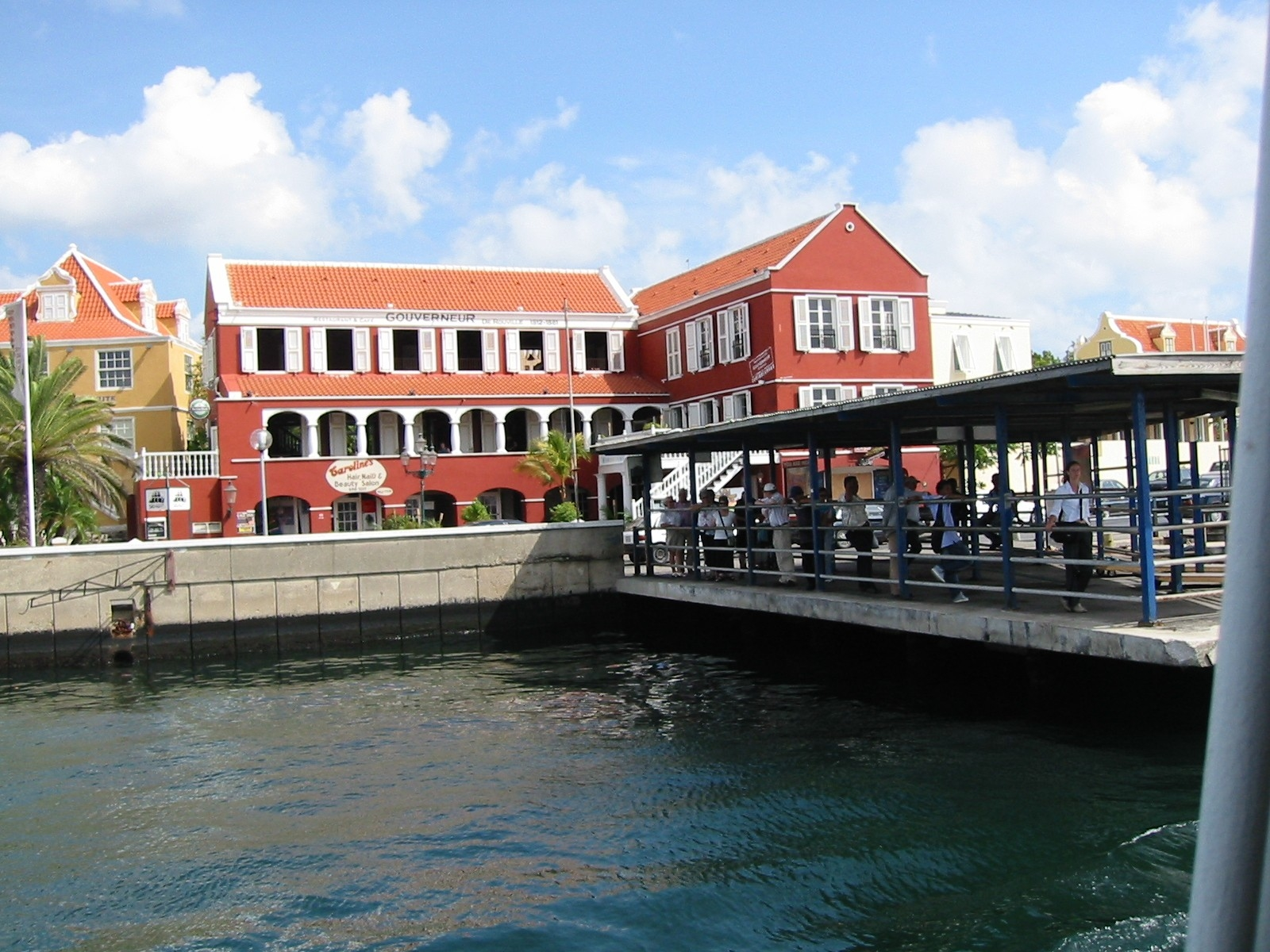
منطقة ويلمستاد التاريخية ووسط المدينة والمرفأ وجزر الانتيل الهولندية
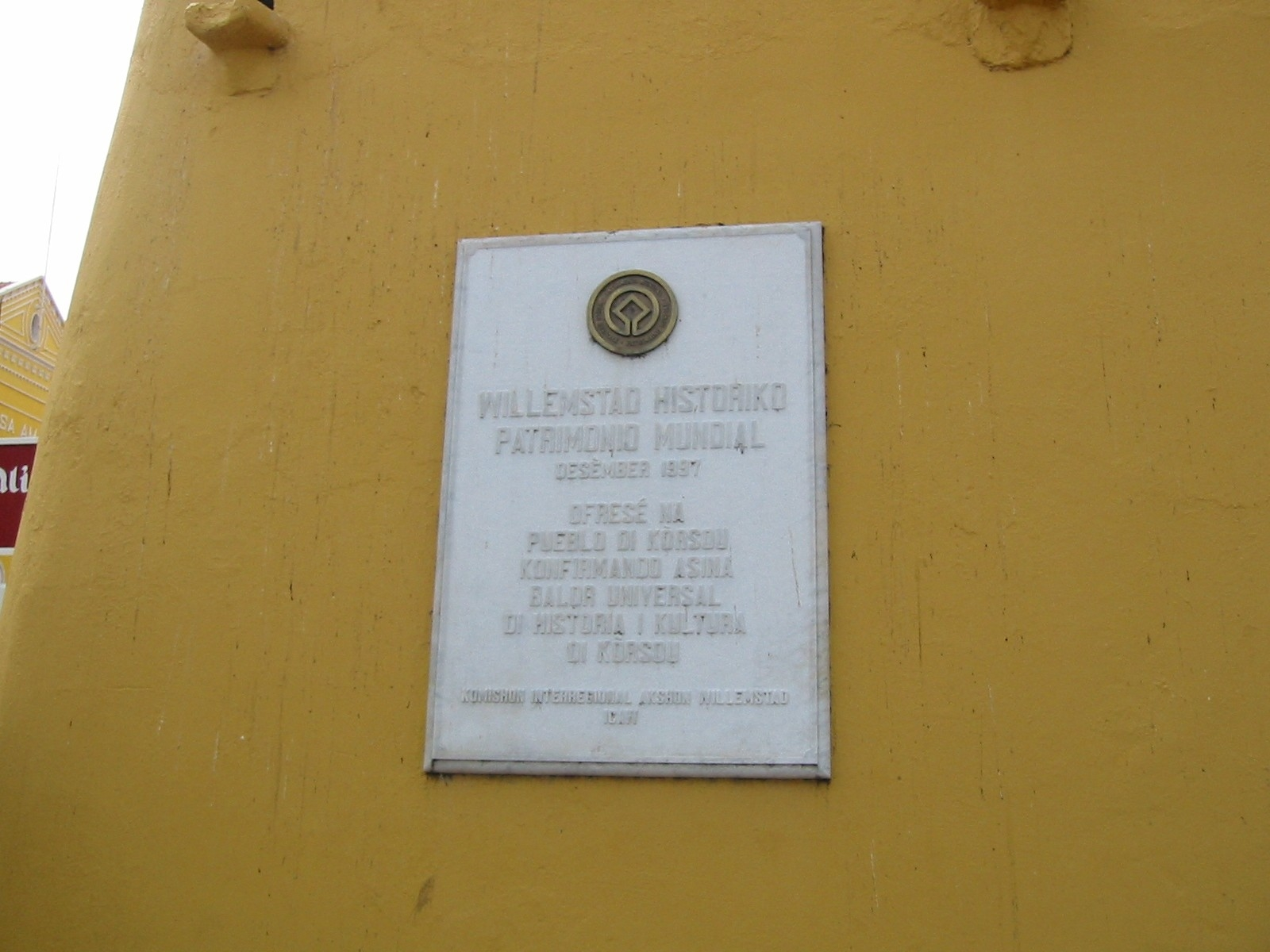
منطقة ويلمستاد التاريخية ووسط المدينة والمرفأ وجزر الانتيل الهولندية
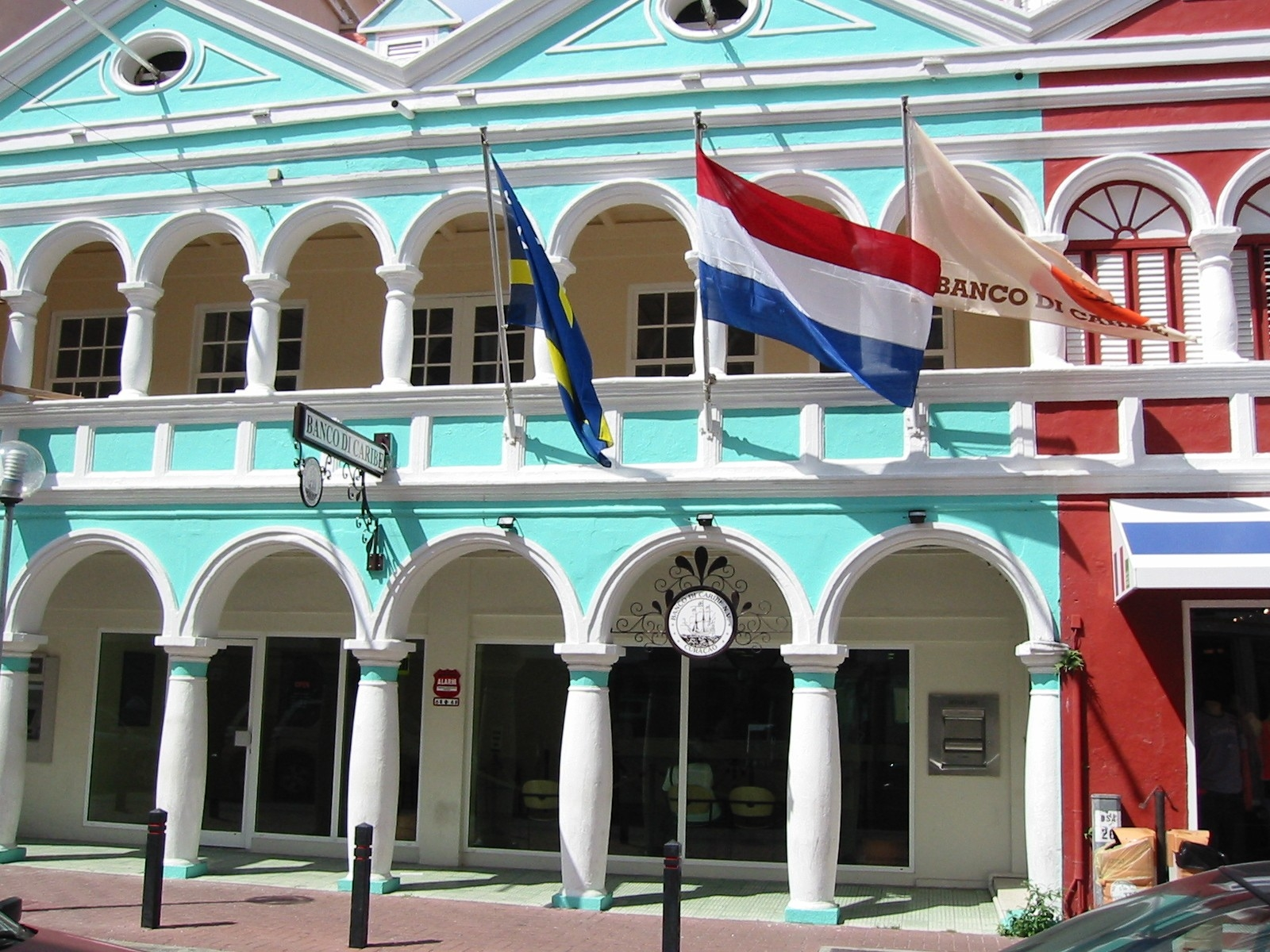
منطقة ويلمستاد التاريخية ووسط المدينة والمرفأ وجزر الانتيل الهولندية